# Navă torță
navă torță (în engleză torchship)) este un termen utilizat de către scriitorul american Robert A. Heinlein în mai multe romane și povestiri științifico-fantastice pentru a descrie nave spațiale fictive tip rachetă care pot menține accelerații ridicate pe termen nelimitat, ajungând astfel la viteze care se apropie de viteza luminii. Termenul a fost ulterior folosite de către alți autori pentru a descrie alte tipuri similare de nave spațiale fictive. 

## Folosirea termenului de către Robert Heinlein

Coperta romanului lui Heinlein: Time for the Stars, imagine realizată de artistul Clifford N. Geary care prezintă concepția sa despre o navă torchship.

## Folosirea termenului de către alți autori
Termenul "torchship" a fost adoptat și folosit de mai mulți autori de science fiction, printre care enumerăm:
- Norman Spinrad în Riding the Torch (1975)
- Dan Simmons în Hyperion Cantos (1983-1999)
- David Brin și Gregory Benford în Heart of the Comet (1986)

În filmul serial Andromeda, o rasă numită "Pyrians" folosește termenul "torchships" pentru a se referi la principalele lor nave de luptă. 